# Wolna sobota (etiuda filmowa)
Wolna sobota – polska etiuda filmowa z 1977 roku w reżyserii Juliusza Machulskiego. Dyplom operatorski Janusza Gauera.

## Obsada
- Jan Machulski jako Kazimierz
- Diana Stein jako Oleńka
- Janina Nowicka jako żona
- Halina Machulska jako przyjaciółka
- Tadeusz Bogucki jako przyjaciel